# David George Hogarth
David George Hogarth (1862, Barton-upon-Humber, Lincolnshire- 1927, Oxford, Oxfordshire) Arqueòleg i diplomàtic anglès, director del Ashmolean Museum d'Oxford (1909-1927).
Ajudant d'Arthur Evans a les excavacions de Cnossos (Creta), cap al 1900; director de l'excavació del temple d'Artemis a Efes a Turquia (1904-1905). El 1911, va iniciar la segona gran temptativa d'excavació de la capital hitita Carquemish.
El 1915 va ser enviat al Caire pel govern britànic per ajudar a organitzar la revolta àrab contra els turcs durant la primera guerra mundial, on va coincidir amb TE Lawrence (Lawrence d'Aràbia) i Gertrude Bell, entre d'altres. El 1919, va ser comissionat de la Comissió de l'Orient Mitjà durant la Conferència de Pau de París
Va enriquir les col·leccions arqueològiques hitites i cretenques de l'Ashmolean Museum. Va publicar Hittite Seals (1920) i Kings of the Hittites (1926), entre altres obres.